# 越南高鬚魚
越南高鬚魚（学名：Hypsibarbus annamensis）为輻鰭魚綱鯉形目鲤科高鬚魚屬的其中一種，該物種主要分布於亞洲越南安南省及南海，棲息在中底層水域。

## 扩展阅读
維基物種上的相關：越南高鬚魚